# 國際關係理論
國際關係理論從理論角度研究國際關係；它嘗試為國際關係的分析提供理論框架。奧利·霍爾斯蒂把國際關係理論形容為一副太陽眼鏡，讓配戴者只看到跟理論有關的重要事件。現實主義者認為無需理會的事件在建構主義者來說可能是具有關鍵性作用的，反之亦然。三套最盛行的理論分別為現實主義，自由主義及建構主義。
國際關係理論可以分為基本上聚焦於國家層面分析的「實證主義／理性主義理論」，以及將階級、性別、後殖民時期安全等更廣泛意義上的安全納入分析當中的「後實證主義／反思主義」理論。
國際關係理論的發展較晚，然而其理論基礎卻源遠流長，霍夫曼在談到西方國際關係理論的發展時說：「國際關係理論是一門既年輕又古老的學科。」，然而國際關係理論的影響力足以令人類自我摧毀，杜意奇曾說過：「國際關係理論是一門關於人類生存的藝術和科學。」

## 国际关系的理论历史
从1948年摩根索的《国家间政治》的发表，到1979年肯尼思·沃爾茲的《国际政治理论》问世，现实主义一直是国际关系学界占主导地位的理论范式。20世纪70年代，现实主义受到新自由主义（“新”是相对于20世纪初的理想主义而言）的挑战。罗伯特·基欧汉和约瑟夫·奈的《权力与相互依赖》一书的问世，可以说是新自由主义向现实主义挑战的宣言。此后，新自由主义在与现实主义的论战中确立了其在国际关系理论中的重要地位。同时，新自由主义启迪和激发了国际关系学中第三大主流理论——建构主义的诞生。1999年，亚历山大·温特的《国际政治的社会理论》的出版，标志着社会建构主义理论的成熟。由此，国际关系理论界形成了现实主义、自由主义和建构主义三足鼎立的局面。除了这三大主流理论外，还有后现代主义、源于马克思主义的激进主义、女权主义等等。

## 国际关系的理论分类
按理论的解释范围分类，可将国际关系理论分为大理论和中层理论。大理论旨在用概括的方法解释比较宏大、概括的国际现象，而不考虑国际关系中的具体事例和现象。
汉斯·摩根索（Hans Morgenthau）的现实主义理论、肯尼斯·沃尔兹（Kenneth N.Waltz）的新现实主义理论以及伊曼纽尔·沃伦斯坦（Immanuel Wallerstein）的关于世界经济体系的新马克思主义理论等都属于大理论。中理论着眼于国际关系中相对具体的现象，并试图用尽可能少的变量来解释这些现象，如哈罗德（Harold）和玛格丽特·斯伯洛特（Margaret Sprout）的地缘环境影响论、戴维·米特兰尼（DavidMitrany）的功能主义、罗伯特·基欧汉（Robert O.Keohane）和约瑟夫·奈（Joseph S.Nye）的相互依存理论、布鲁斯·布伊诺·德·门斯奎塔（Bruce Buenode Mesquita）的预期效用和战争可能性理论、麦考尔·多伊勒（Michael Doyle）的民主与和平理论以及约翰·鲁杰（John Ruggie）的国际制度理论等。
其实，大理论和中理论并非截然可分：有些理论居于二者之间，有些理论则是完全以大理论假设为基础的中层理论。按理论的功能分类，可将国际关系理论分为历史描述理论、科学预测理论和规范理论。
- 历史描述理论，即通过对过去和当前的事实概括，提炼出国际关系发展变化的规律。修昔底德的《伯罗奔尼撒战争史》和保罗·肯尼迪（Paul Kennedy）的《大国的兴衰》是历史描述理论的杰作。科学预测理论主要是运用实证方法，用数学上的相互关系来确定变量之间的逻辑关系，以此指示未来的可能性。伯纳德·布罗迪（Bernard Brodie）的核威慑理论、托马斯·谢林（Thomas Schelling）的博弈论就属于这种类型。

- 规范理论是一种包含价值判断、行为准则和理想目标的理论，它用哲学演绎的方法，推理出能使国际关系得以改善的方法、国际关系进步的方向以及国家应该做的事，国际关系伦理学、国际关系的政治哲学就属于这种类型。不过，很多理论混合使用了以上几种方法，既分析了现实、预测了发展趋势，又提出了理想目标。按研究主题分类，可将国际关系理论分为安全理论、合作理论、对外决策理论等。在安全理论中，有关于暴力冲突的宏观理论和微观理论、威慑理论、军备控制理论、均势理论、霸权稳定论等；在合作理论中，有依附理论、相互依存理论、民主和平论等；在对外决策理论中，有博弈论、危机控制理论、危机决策理论等[5]。

## 現實主義
現實主義是為了反對自由主義而產生的，他們否定國家之間會互相合作。早期的現實主義者如漢斯·摩根索主張國家都是自私的、追求權力與國家利益的理性參與者。任何國家間的合作都只是意外造成的。現實主義者以二戰來證明他們的理論。值得注意的是，一些經典的作家如修昔底德、馬基維利、和托马斯·霍布斯都時常被現代現實主義者視為是現實主義的奠基者。不過，儘管這些作家的作品可能支持現實主義的學說，但他們所處於的年代尚未出現科學化的國際關係研究，所以把這些作家統稱作「古典現實主義」。在國際關係理論個個學派中，現實主義的代表人物人數最多，陣容最強。

### 傳統現實主義
在人文與社會學門開始進行科學研究時，現實主義也因為政治學的研究方法丕變，促使國際關係理論的出現，不純熟的現實主義在進行科學化的研究後，在國際關係的第一次論戰後，脫穎而出在國際關係理論中奠定主要典範的地位。

#### 韋伯
史密斯在《現實主義思想－從韋伯到季辛吉》一書中寫到：「要了解當代現實主義學者，最好從韋伯開始。在國際關係學者中，韋伯被意外的忽視了，但在我在我們提及的學者中，韋伯對社會科學的貢獻是最大的」
關於他在國際政治的影響可從以下幾個方面來分析：
- 對理想主義的理論進行了認真的批判：在韋伯的觀點中理想主義最大的謬誤就在於他們把政治看成是道德的政治。
- 關於什麼是政治。韋伯指出：「國家是一塊人類居住的領土。在這個限定的領土內，國家成功地、合法地、壟斷地行使武力……國家被認為是有使用權力的唯一泉源。因此，『政治』對我們來說意味著利求分享權利和力求在國與國之間或在國家各團體內權力分配……當一個問題是關於『政治』的問題時，他總是意味著在分配、保存或轉移權力中的利益。這一利益決定著問題的回答和問題的裁決。」[8]
- 在對國家和政治下定義之後，韋伯認為國家與國家之間的關係是競爭的關係，這種競爭的關係是不可避免的。國家總是離不开為其生存而鬥爭這樣一條規律。韋伯認為「和平不過是衝突的性質的改變」[9]。
- 韋伯在他的政治理論中給與國家領導的作用以充分的重視，他認為領導人是決定一個國家國際地位的最重要的因素。[10]
- 在政治、權力和道德的關係上，韋伯認為政治從來政治和暴力和權力緊密相連，政治最根本的和最重要的手段及暴力。他說：「早期的基督教徒非常清楚世界是由惡魔統治著的，並且他們也知道從事政治的人，換句話說就是把權力和力量做為手段的人，是以權力來締結協議的。他們也非常清楚，對於這樣的一個人來講，下面的診斷並非事實，即所謂好的形為結果相反，任何看不到這一點的人都是政治上的嬰兒。[11]」韋伯這種看問題的方法之後對摩根索的國際關係理論中的道德和政治的理論起了重要的作用[6]。

#### 卡爾
曾被譽為國際關係研究領域「政治現實主義的奠基人」，卡爾的思想主要包含以下內容：
- 他對在第一次世界大戰後流行的理想主義思想做了系統的總結和有力的批判。卡爾提出現實主義的兩點最基本最重要的原則：

1. 「權力始終是政治的核心成分」、「政治在一定意義即是權力政治」[13]；
2. 「道義只能是相對的，不能是普遍的」[14]、「道義是權力的產物」[15]。

- 卡爾對國際關係理論研究學科建設提出了自己的看法。[16]
- 對國際政治中國家利益提出了獨特的見解[17]。
- 卡爾國際關係理論的最大特點是講權力，重視權力[17]。
- 在道德和權力之間的關係上，他重權力而輕道德[18]。

#### 尼布爾
是美國最著名的神學家和基督教現實主義的代表人物。其影響主要在以下幾個方面：
- 人的原罪說[20]；
- 關於人與集體：社會……儘是積累的個人的利己主義，並且是個人的利己主義變形為集體的利己主義，因此，群體的利己主義擁有加倍的力量。從這個道理上講，沒有一個群體的行動是出於純粹的無私行動，因此，更成熟的目的和傾向是爭奪權力。[21]；
- 衝突和權力是社會必然存在的產物[22]；
- 道德和權力政治之間的關係。他表示：「所有的生命都是一種權力的表現。」[23]
- 關於對理想主義的批判。他批判的矛頭主要指向當時美國思想界的兩個流派：一是宗教界的社會福音派，二是學術界的杜威實用主義。[24]

#### 摩根索
是為公認的最著名的國際關係理論家。霍夫曼寫道：「如果我們的學科有奠基之父的話，他就是摩根索。」摩根索的扛鼎之作《國際政治學》是他自1943年起在芝加哥大學講授國際關係的基礎上寫成的，其最核心的內容是摩根索提出的現實主義六原則：
- 政治現實主義認為，正如一般社會一樣，政治受到根植人性的客觀法則所支配；
- 以權力界定利益的概念是政治現實主義研究國際政治的主要標誌性特徵；
- 以權力界定利益的核心概念是普遍適用的，客觀存在的，但他不是永遠一成不變的；
- 政治現實主義意識到政治行動的道德意義，個人和國家都必須依據普遍的道德原則來判斷任何政治行動；
- 普遍的道德法則與某一特定國家的道德要求不可混為一談；
- 強調權力政治範疇的獨立性，堅持以權力界定利益，因此政治現實主義與其他學派的區別是真實，是深刻的。[28]

#### 基辛格
美國著名的外交家、現實主義理論家。一般認為季辛吉的現實主義思想有三個突出點：重視大國外交、國際因素優於國內因素、政治家對外交倫理困境負有個人責任。

### 新現實主義
新現實主義主要是來自於肯尼思·沃爾茲（亦譯做華爾志）的著作—不過沃爾茲本人將其稱為「結構現實主義」。在保持現實主義以經驗為依據的觀察上，國際關係是由互相對立的關係所組成的，新現實主義者指出這是國際系統的無政府架構造成的。他們拒絕解釋國家內部的特徵，主張國與國之間因為相對利益和平衡而不得不對抗權力集中。與現實主義不同的是，新現實主義試圖採取科學和更為實證性的方式。

## 自由主義
自由主義來自第一個國際關係的理論「理想主義」。它在第一次世界大戰後浮現，以解決國家在國際關係上控制和限制戰爭的無能。早期的擁護者包括美國總統伍德罗·威尔逊以及英國下院議員諾曼·安吉爾）。安吉爾主張國家互相合作才能獲得更多利益，而戰爭所帶來的毀滅註定是沒有益處的。不過自由主義的理論要直到被愛德華·霍列特·卡爾嘲笑為空想主義（utopianism）後才被定型。

### 理想主義
第一次國際關係理論論戰有一個顯著的特點，就是他的理論體系呈現出從不完善到完善的過程：不完善的理想主義的理論＞不完善的現實主義理論＞完善的現實主義理論體系。理想主義始終沒能形成一個完善的理論體系，其主要的原因，一是因為理想主義理論還處於國際關係理論的初級研究階段；二是因為有影響的理論家比較少。。

#### 威尔逊
通常在嚴重的戰爭危機中，濃厚的悲觀氣氛和烏托邦思潮就會同時出現，第一次世界大戰爆發後也是如此。卡爾曾說：「1914年後，人們的思想自然在摸索回來的路……尋找新的烏托邦」威爾遜理想主義正是這種「摸索」和「尋找」的結果。他的基本理論和政策主張主要反映在兩部論著裡：《論國家》和《伍德罗·威尔逊文集》。
其在國際關係理論的主要論點如下：
- 強調建立國際組織和開展國際合作的重要性，對強權政治和大國均勢持批評態度。
- 認為健全國際法和國際公約可確保和平。
- 在戰爭與和平問題上，該學派提出三個重要假設：

1. 人的本性是善良的，戰爭之所以爆發是因為戰爭的有利可圖使一些人的良知誤入歧途，一旦喚醒良知，消除誤解，世界便可得到拯救。
2. 主權國家間的根本利益是和諧的，尤其在和平問題上更應如此。結束秘密外交，實現外交決策的民主進程，建立作為各國協商解決分歧的論壇和場所的國際組織，將有助消除戰爭的起因。
3. 國家主權不應是無限的，依靠狹隘的、極端的民族主義的均勢體系不能確保和平，因此，必須以國際集體安全體系取而代之。

#### 齊默恩
阿尔弗雷德·齐默恩是歐洲早期理想主義的代表人物和國際聯盟的積極籌劃者，從1930年到1944年齊默恩擔任牛津大學國際關係學教授。一方面，他堅持認為人的本性並沒有甚麼善惡之分，也並不是本性好戰，人性所存在的問題主要是由於開化和教育不足，而要是人類接受道德和改造又是一件非不容易的事情。他在《中立與集體安全》一書中是這樣寫的，人類之所以會發生戰爭「不是因為人類是惡的，不能被教育好，沒有國際社會的意識，而是因為他們——讓我們誠實的講，並且說『我們』——是保守的並且是智慧有限的人類。」

#### 默里
美國著名的神學家和政治思想家，在美國國際關係理論學界，對國際關係理論產生影響的神學家有兩人，即尼布爾與他，儘管尼布爾是現實主義學派的學者，但仍讚譽理想主義和自己主義的代表人物莫里，尼布爾杜莫里的評價是：「默里之所以偉大是因為他用羅馬天主教的神學思想和美國的民主傳統同時進行思考。」
默里的民主政治思想和政治理論主義主要反應以下幾個方面：
- 關於權力的觀點。他說：「權力只有在道德原則下使用，或禁止使用，或限制使用，或者更廣泛的意義上說，根據目的來確定也許要使用，或者必須使用。」[39]
- 關於義戰的功能：

1. 聲討戰爭的罪惡；
2. 使罪惡受到限制；
3. 盡可能的發揚人道主義。

- 關於自然法的觀點。在戰爭問題上，他反對三種極端的態度：

1. 基督教和平主義者，認為戰爭是災難和完全不道德；
2. 敵人都是可惡的，必須要消除；
3. 聯合國應當宣布一切戰爭都是非法的。

### 新自由主義
新自由主義在美蘇相對和解的八十年代取得了發展，試圖更新自由主義的思想。他們同意新現實主義主張國家是國際關係的主要參與者的理論，但仍認為非國家的參與者和国际组织也應該被認真看待。擁護者如約瑟夫·奈伊從博弈论出發，主張國家會不只考慮相對利益同時也考慮絕對利益，因此國際之間除了競爭之外，互利合作的情形也並不少見。在冷戰裡對國際組織的依賴增加也使得新自由主義被稱為自由制度主義（liberal institutionalism）。同時，新一代學者麥柯·多爾（Michael Doyle）則改良康德的學說，推廣出新的民主和平論（democratic peace theory），開創了新自由主義的一個重要支流。

## 社會構成主義
社會構成主義（亦稱建構主義）試圖將一些後實證主義的認識論和實體論前提與實證主義的理論結合。它的擁護者宣稱他們是實證主義與後實證主義理論的綜合。社會構成主義專注於那些定義了國際系統的權力上，它的創始人—亞歷山大·溫特（Alexander Wendt）指出無政府狀態便是由國家造成的，意味著國際架構並非只是限制在國家的行動上，事實上也包含了國家媒介的本體和利益所促成的行動。
不過，實證主義和後實證主義兩派都提出了批評：後實證主義者主張專注於研究國家會造成其忽略了種族/階級/性別，使它成為另一個實證主義的理論。而（新）自由主義/現實主義的支持者則認為社會構成主義拋棄了太多的實證的假設，因此不能被視為實證主義的一種。

## 馬克思主義
馬克思主義和新馬克思主義的國際關係理論反對現實主義/自由主義對於國家衝突或合作的觀點；相反的他們專注於經濟和物質上的觀點。他們假設經濟是高於其他一切問題的；強調階級是主要的研究方向。馬克思主義者認為國際系統是結合了資本主義制度追求資本聚集的結果。也因此，殖民時期帶來了殖民地的原料，也帶來了控制的殖民地市場以供出口，而殖民地自治化帶來的則是新的依賴殖民國的形式。
馬克思主義的依賴理論主張，已開發國家為了追求權力，藉由政治顧問、傳教士、專家和跨國企業滲透開發中國家將其融入資本主義體制內，以此佔用他們的自然資源，並使他們必須依賴已開發國家。
馬克思的理論在美國較少受到注意，但它在歐洲和其他地方較為常見。

## 國際社會理論
國際社會理論（International society theory）聚焦於國家之間共有的基準和價值觀，以及它們管理國際關係的方式。這樣的基準包括外交、秩序、和国际法。與新自由主義不同的是，他們並非採取實證的方式，同時由於此一學說興起於英國和澳洲而不是美國，因此也被稱為英國學派（The English School）。這些理論家專注於人道的國際介入（國際人道干預）上，並將其分割為兩種群體，一種團結主義的群體擁護人道介入，而另一種多元論的群體則強調主權的觀念和秩序。

## 批判理論
國際關係批判理論跨越多種社會科學，在本質上而言也不僅限國際關係。擁護者如羅伯特·寇克斯（Robert Cox）和安德鲁·林克莱特強調人類對於解放的需要，因為國家減少了在提供個人服務和安全上的角色。因此，這種「批判」的國際關係理論是以國家為中心的。
國際關係批判理論包含多種理論流派，不可能出現一個完整的列表。有人認為女性主義、依賴理論和構成主義都算是批判理論的分支。

## 後實證主義/後結構主義理論
後實證主義的國際理論試著結合各種形式的安全問題。他們主張國際關係是以研究外交事務和關係為主的，國家和非國家的參與者都應該包含在內。與一般研究高層的國家政治不同的是，國際關係也應該研究世界上較為平常的國際政治—包含了高層與低層的政治部分。因此，一些議題例如性別（通常以女性主義為名突顯女性附屬於男性的關係，雖然最近一些女性主義也允許加以逆轉）和種族（例如庫德族或巴勒斯坦人等沒有國家的參與者）都是與國際安全有關的—替代了傳統上專注於外交和戰爭的國際關係研究。
後實證主義的理論經常明確地提倡一種倫理學的國際關係研究基準。這在傳統的國際關係裡通常被排除，因為實證主義的理論在實證的真相和判斷的基準之間已經劃清了界線—而後實證主義者則主張理論是由現實所構成的；換句話說，由於不受權力影響的知識並不存在，因此完全獨立而真實的理論也是不可能存在的。
後實證主義理論並不試著按照科學或社會學的方向進行。相反地，他們試著以研究有關問題的方式來講述國際關係，以判斷國際現狀是如何提升某些權力關係的。
一些例子包括了
- 女性主義（「性別之戰」）
- 後殖民主義（挑戰歐洲中心的國際關係）